# Joseph-Xavier de Jullien de Vinezac
Pour les articles homonymes, voir Jullien.
Joseph-Xavier de Jullien, vicomte puis comte de Vinezac, né à Largentière le 25 septembre 1749, mort à Largentière le 1er février 1814, est un militaire français, chevalier de l'Ordre de Saint-Lazare, qui a pris part à la Révolution française, d'abord comme partisan de l’unification de l’insurrection royaliste contre les forces révolutionnaires puis, à partir de 1794, comme chouan en Bretagne.

## Guerre d’indépendance des États-Unis
Lieutenant au régiment d’Auvergne, il est envoyé à Brest au mois de mars 1777. Il fait partie du détachement embarqué, en 1778, sur le vaisseau la Ville de Paris commandé par l’amiral le comte d’Orvilliers. En effet, dès 1777, la France avait commencé à apporter son aide aux treize colonies américaines contre la Grande-Bretagne. D’Orvilliers, nommé lieutenant général des armées navales, est chargé du commandement de l’armée navale déployée dans l’océan Atlantique. Le 22 juillet, la flotte française quitte Brest où elle était stationnée.
Dès le lendemain, elle entre en vue de la flotte anglaise. Le 27 juillet, à quatre heures du matin, les deux flottes se font face à Ouessant (petite île du Finistère) et engagent le combat à la Bataille d'Ouessant (1778). Après plus de trois heures d’échanges intensifs, le comte d'Orvilliers parvient à prendre l'avantage et contraint l'amiral anglais à abandonner le champ de bataille en désordre.
Le lieutenant Jullien se fait particulièrement remarquer lors de cette bataille, où il est cité dans le rapport de l’amiral. À la suite de cette citation, il obtient le 31 août suivant la commission de capitaine et l’assurance, de la part de Louis XVI, d’obtenir la croix de Chevalier de l’Ordre royal et militaire de Saint-Louis à 23 ans de service,. Il rentre avec son régiment, à Lille en novembre 1778.

## Révolution française
Rentré en Vivarais lorsque la Révolution éclate, il reçoit, tout de même grâce à son oncle, des nouvelles sur les évènements survenant à Paris durant l’été 1789. Bientôt les rumeurs d’une invasion de brigands venus du Dauphiné se répandent dans tout le Vivarais, provoquant un vent de panique au sein de la paisible population de Largentière.
Le Comte de Vinezac informe aussitôt le comte d'Antraigues de la situation: « Nous venons d'être instruits par les consuls de la côte du Rhône, que trois mille brigands arrivant des montagnes du Dauphiné, ont passé ce fleuve, après avoir ravagé et pillé plusieurs paroisses et mis tout à feu et à sang. Un corps de dix mille Piémontais est campé à Chabeuil, en Dauphiné, et l'on craint une invasion en Vivarais ». À la suite de ces rumeurs, le capitaine commandant des chasseurs du Roussillon en garnison à Largentière est chargé de contacter le Comte de Vinezac afin d’organiser la défense de la région. Mais ces bruits d'invasion piémontaise, reconnus faux par la suite, avaient été répandus dans le but de propager le mouvement révolutionnaire en provoquant l'armement des populations.
Dénoncé, peu de temps après, au club révolutionnaire de Largentière, avec plusieurs de ses amis, dont MM. de Comte, d'Allamel, de Valgorge et Rouchon, il comprend très vite le sort réservé aux membres de la noblesse. Poursuivi, mais heureusement, sans succès, il décide de s’expatrier. Avant de partir et pour se procurer un peu de liquidité, il fait vendre une grande partie du mobilier du château de Vinezac. Il quitte alors Largentière pour rejoindre Paris.

## Insurrection royaliste
Il rejoint la capitale, où il intègre la 3e division des gardes nationales de la ville de Paris, avec le grade de major général. Il participe à l’unification de l’insurrection royaliste contre les forces révolutionnaires. Pour cela, il rejoint le Club des amis de la constitution monarchique, créé par Malouet et Clermont-Tonnerre le 1er février 1790, dont il devient l’un des membres les plus actifs. Par contrat du 4 avril 1790, il épouse Geneviève Noël Adélaïde Poissonnier des Perrières. Le jour de ces noces sont présents Louis XVI et Marie-Antoinette qui apposent tous deux leurs signatures au bas du contrat de mariage. 
En 1793, une violente guerre oppose les Jacobins au Club des amis de la constitution monarchique, qui réunit les conservateurs de l'Assemblée partisans d'une monarchie tempérée à l'anglaise. Les Jacobins n'hésitent pas à poursuivre les Monarchiens de rue en rue et de maison en maison, effrayant par des menaces les propriétaires des salles où ils se rassemblaient. On répand dans Paris que les Monarchiens ont payé des soldats pour assassiner le peuple.  Antoine Barnave leur lance, de la tribune nationale, un mot cruellement équivoque : « ils distribuaient au peuple un pain empoisonné ». On ne leur permet pas de réclamer, de faire expliquer ce mot. Au cours de ce complot diffamatoire, Monsieur de Vinezac est accusé d’avoir forgé un ordre qui ôtait aux volontaires de la 3e division, la garde nocturne des faubourgs St. Denis et St. Laurent, route des Pays-Bas autrichiens, pour la donner aux soldés,,. Afin d’éviter une arrestation qui l’aurait conduit très certainement à l’échafaud, il quitte la capitale pour entrer dans la clandestinité et rejoindre vers 1794 la Bretagne.

## Armée catholique et royale de Bretagne
Cette armée fut créée en 1794 par Joseph de Puisaye pour unifier les différentes divisions chouannes. Il se montre très actif, se mettant en rapport avec d’autres chefs, créant un conseil militaire, envoyant des émissaires à Londres… et finit par recevoir des pouvoirs du Comte d’Artois qui le nomme lieutenant-général. 
En 1795, Joseph de Puisaye créé la Compagnie des Chevaliers catholiques, un corps de soldats d'élite royalistes, dont il s’attribue le commandement. Elle devait servir de garde rapprochée à la famille royale. Elle était composée principalement de nobles et chaque membre devait posséder au moins le grade de sous-lieutenant. L'effectif, que Puisaye voulait porter à 500 hommes, ne dépassa finalement pas 60. Le Comte de Vinezac intègre la Compagnie avec le grade de Chevalier. Il apporte une aide logistique et militaire à la Division de Fougères, qui regroupe 3 000 hommes dirigés par le Colonel Aimé Picquet du Boisguy et participe entre juillet 1795 et mai 1796 à une vingtaine de combats contre les républicains, dont notamment au combat de La Pellerine. 
Son jeune frère Gabriel-Étienne de Jullien (1756-1795), après avoir servi sous les ordres de Louis François Perrin de Précy lors de la défense de Lyon le 8 août 1793, a également rejoint l'insurrection bretonne. Il participe ainsi à plusieurs combats contre les républicains : bataille de Carnac, de Plouharnel et de Quiberon où il meurt le 21 juillet 1795. Peut-être fait-il partie des 748 prisonniers émigrés exécutés après la prise de la presqu'île et du Fort de Penthièvre ? Xavier-Jopseh de Jullien entretiendra longtemps de fortes rancunes envers Puisaye dont il critique sévèrement l'action au cours de cette bataille.
À la mort du colonel Henri Baude de La Vieuville, commandant de la division de Saint-Malo et de Dol, fusillé par les républicains le 29 mars 1796, il semblerait que le commandement de la division ait été provisoirement accordé à Joseph-Xavier Jullien de Vinezac avant d'être attribué à Mathurin Jean Dufour, comme le prouve cette lettre datée de mai 1796.

« Je profite de la première occasion que je trouve, mon cher Caruel, pour me rappeler à votre souvenir, et vous donner de mes nouvelles. Je viens de quitter l’armée sous Fougères pour aller prendre le commandement des divisions qui sont sur les côtes de Saint-Malo et de Dol. Je suis colonel breveté, avec le grade d’inspecteur qui me donne dans ce moment celui d’officier-général. J’ai déjà assisté à près de vingt combats, dont je me suis toujours tiré bien portant. J’espère que vous apprendrez quelquefois de mes nouvelles par mes actions sur les côtes ou dans les environs. Je remplace ici M de la Vieuville. […] répondez-moi par Jersey, en priant M. le prince d’Auvergne de ma faire parvenir votre lettre par la correspondance de Bertin. »

## Retraite
En 1796, les royalistes sont vaincus militairement. Deux des principaux chefs de l’insurrection, Stofflet et Charrette sont fusillés. Les chouans sont traqués, arrêtés et parfois exécutés. le comte de Vinezac décide de rentrer en Vivarais où la situation est alors plus calme. « Émigré rentré » se disant « courtier », il s’installe à Largentière, dans la maison, un peu agrandie depuis, qui domine la gare du chemin de fer.
Durant tout l'Empire, il y mène une vie paisible et rédige plusieurs écrits, dont en 1780 un drame en trois actes et en vers Les époux malheureux, et en 1791 Du Couëdic. Anecdote française. Il est qualifié, par Léon Vedel dans la nouvelle intitulée La Coupe, comme « un homme d’une grande bonté de caractère et de manières très aimables ». Il décède au château de Largentière le 1er février 1814.